# Műugrás az 1904. évi nyári olimpiai játékokon
Az 1904. évi nyári olimpiai játékokon a műugrásban két versenyszámban avattak olimpiai bajnokot. Az olimpiai játékok keretében először került sor műugró számok megrendezésére.

## Éremtáblázat
(A táblázatokban a rendező ország csapata és a magyar csapat eltérő háttérszínnel, az egyes számoszlopok legmagasabb értéke, vagy értékei vastagítással kiemelve.)
| Az 1904. évi nyári olimpiai játékok éremtáblázata műugrásban | Az 1904. évi nyári olimpiai játékok éremtáblázata műugrásban | Az 1904. évi nyári olimpiai játékok éremtáblázata műugrásban | Az 1904. évi nyári olimpiai játékok éremtáblázata műugrásban | Az 1904. évi nyári olimpiai játékok éremtáblázata műugrásban | Olimpia  |
| ------------------------------------------------------------ | ------------------------------------------------------------ | ------------------------------------------------------------ | ------------------------------------------------------------ | ------------------------------------------------------------ | -------- |
|                                                              | Ország                                                       | Arany                                                        | Ezüst                                                        | Bronz                                                        | Összesen |
| 1.                                                           | Egyesült Államok (USA)                                       | 2                                                            | 1                                                            | 2                                                            | 5        |
|                                                              |                                                              |                                                              |                                                              |                                                              |          |
| 2.                                                           | Németország (GER)                                            | 0                                                            | 1                                                            | 1                                                            | 2        |
|                                                              |                                                              |                                                              |                                                              |                                                              |          |
| Összesen                                                     | Összesen                                                     | 2                                                            | 2                                                            | 3                                                            | 7        |

## Érmesek
| Az 1904. évi nyári olimpiai játékok érmesei műugrásban |                                         |                                      |                                           |
| Versenyszám                                            | Arany                                   | Ezüst                                | Bronz                                     |
| Fejesugrás, távolba                                    | Paul Dickey · Egyesült Államok (USA)    | Edgar Adams · Egyesült Államok (USA) | Leo Goodwin · Egyesült Államok (USA)      |
| Műugrás                                                | George Sheldon · Egyesült Államok (USA) | Georg Hoffmann · Németország (GER)   | Alfred Braunschweiger · Németország (GER) |
| Műugrás                                                | George Sheldon · Egyesült Államok (USA) | Georg Hoffmann · Németország (GER)   | Frank Kehoe · Egyesült Államok (USA)      |